# Licorina
Licorina é um alcaloide cristalino tóxico encontrado em várias espécies de plantas, tais como Clivia miniata, Amaryllis belladonna e diversas espécies dos géneros Lycoris e Narcissus. O composto é altamento venenoso, por vezes letal se consumido em grande quantidade. Os sintomas de intoxicação por licorina são vómitos, diarreia e convulsões. Apesar dos riscos inerentes, o composto é por vezes utilizada medicinalmente, razão pela qual a popular Clivia miniata é colhida.

## Descrição
Inibe a síntese de proteínas, e poderá inibir a biossíntese de ácido ascórbico, apesar dos estudos existentes acerca deste último efeito serem controversos e inconclusivos.
Na actualidade, este alcaloide tem despertado o interess no estudo de algumas leveduras, o principal grupo de organismos sobre os quais tem sido ensaiado.
Observou-se que a licorina possui também propriedades anti-inflamatórias e antitumoral, e mostra ter actividade contra a malária e certos vírus, como o da pólio e o vírus causador do SARS.
A licorina também pode ser encontrada nos bolbos de narciso, os quais são frequentemente confundidos com cebolas.